# Iadutî, Borzna
Iadutî (în ucraineană Ядути) este localitatea de reședință a comunei Iadutî din raionul Borzna, regiunea Cernihiv, Ucraina.

## Demografie
Componența lingvistică a localității Iadutî
     Ucraineană (96,95%)
     Rusă (2,53%)
     Alte limbi (0,44%)
Conform recensământului din 2001, majoritatea populației localității Iadutî era vorbitoare de ucraineană (96,95%), existând în minoritate și vorbitori de rusă (2,53%).